# سباق نوكير كويرز 2015
سباق نوكير كويرز 2015 (بالهولندية: Nokere Koerse )‏ هو سباق دراجات هوائية، وهو الموسم رقم 69 من نفس السباق، وأقيم في 18 مارس 2015، وامتدّ لمسافة 197.7 كيلومتر، وهو أحد سباقات طواف أوروبا للدراجات 2015، وهو من نوع سباق يوم واحد، وقد شارك في السباق 188 متسابقاً ووصل إلى نهايته 166 متسابقاً.
فاز فيه بالمركز الأول كريس بويكمانز، وبالمركز الثاني جوستين جوليس، وبالمركز الثالث Scott Thwaites ‏.

## الفرق
| فرق عالمية (6)- BMC Racing - Etixx-Quick Step - FDJ - Lotto NL-Jumbo - Lotto-Soudal - Trek Factory Racing فرق قارية محترفة (8)- Bora-Argon 18 - كاجا رورال-سيغوروس 2015 ‏ - CCC Development Team ‏ - Cult Energy Pro Cycling ‏ - رومبوت تشارلز ‏ - سبورت فلاندرين بالويس 2015 ‏ - UnitedHealthcare Pro Cycling (men's team) ‏ - Wanty-Groupe Gobert فرق قارية (11)- Team3M ‏ - An Post–Chain Reaction ‏ - Team Metalced ‏ - سوبرانو هام ايزوريكس ‏ - Joker Fuel of Norway ‏ - ميتك-تي كي إتش مانتيل 2015 ‏ - Van Rysel–Roubaix ‏ - Pauwels Sauzen–Vastgoedservice ‏ - Veranclassic–Ago ‏ - فيرانداس ويلمز 2015 ‏ - بنجوال باوليز ساوكس دبليو بي ‏ |  |
| |  |

## الفائزون
| الترتيب | الفائز          |
| ------- | --------------- |
| الفائز  | كريس بويكمانز   |
| الثاني  | جوستين جوليس    |
| الثالث  | Scott Thwaites ‏ |

## وصلات خارجية
- الموقع الرسمي
- سباق نوكير كويرز 2015 على موقع إحصائيات الدراجات الإحترافية (الإنجليزية)